# Сенин, Сергей Викторович
Сергей Викторович Сенин (латыш. Sergejs Seņins, род. 16 апреля 1972, Рига) — советский, латвийский хоккеист, правый нападающий.

## Карьера

### Клубная карьера
В сезоне 1990/1991 Сергей Сенин впервые выступил в чемпионате СССР по хоккею в составе рижского «Динамо». Выступал за этот клуб до его расформирования в 1995 году.
После этого Сенин играл за разные клубы в чемпионатах Германии, Дании, Норвегии, Швеции и Латвии. Завоевал звание чемпиона Дании и три раза становился чемпионом Латвии.
С 2012 года выступал за израильские хоккейные клубы.

### В сборной
С 1993 по 1995 годы, а также в 1997 и 2000 году выступал за национальную сборную Латвии на чемпионатах мира, а также на Олимпийских играх 2002 года.

## Статистика
Последнее обновление: 13 декабря 2018 года
| Легенда | Легенда                    | Легенда | Легенда                   | Легенда | Легенда    |
| ------- | -------------------------- | ------- | ------------------------- | ------- | ---------- |
| И       | Количество проведённых игр | Штр     | Штрафное время            | +/−     | Плюс-минус |
| Г       | Голы                       | П       | Голевые передачи          | О       | Очки       |
| -       | Статистика неизвестна      | —       | Статистика не учитывалась |         |            |